# Matagne-la-Grande
Matagne-la-Grande is een plaats en deelgemeente van de Belgische gemeente Doische. Matagne-la-Grande ligt in de provincie Namen en was tot 1 januari 1977 een zelfstandige gemeente.
Deze gemeente in de streek van de Viroin, bezit resten van een Romeinse tempel. Waarschijnlijk hield de cultus er verband met de Keltische verering voor het water, maar het is niet mogelijk de tempel aan een bepaalde Romeinse godheid toe te schrijven.

## Demografische ontwikkeling
- Bronnen:NIS, Opm:1831 tot en met 1970=volkstellingen, 1976= inwoneraantal op 31 december

Deelgemeenten: Gimnée · Gochenée · Matagne-la-Grande · Matagne-la-Petite · Niverlée · Romerée · Soulme · Vaucelles · Vodelée

Belgische gemeenten · arrondissement Philippeville · provincie Namen · Wallonië